# Ford Edge L

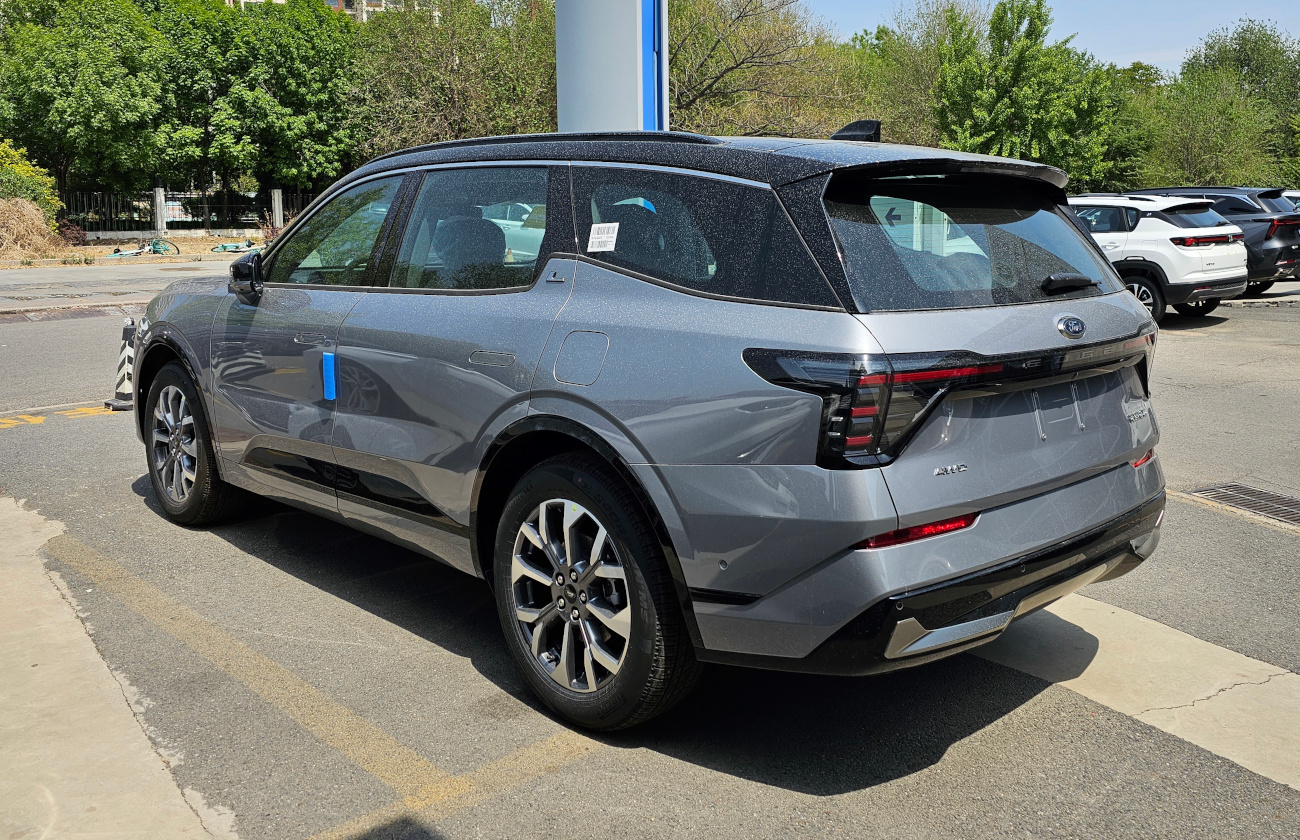
Heckansicht

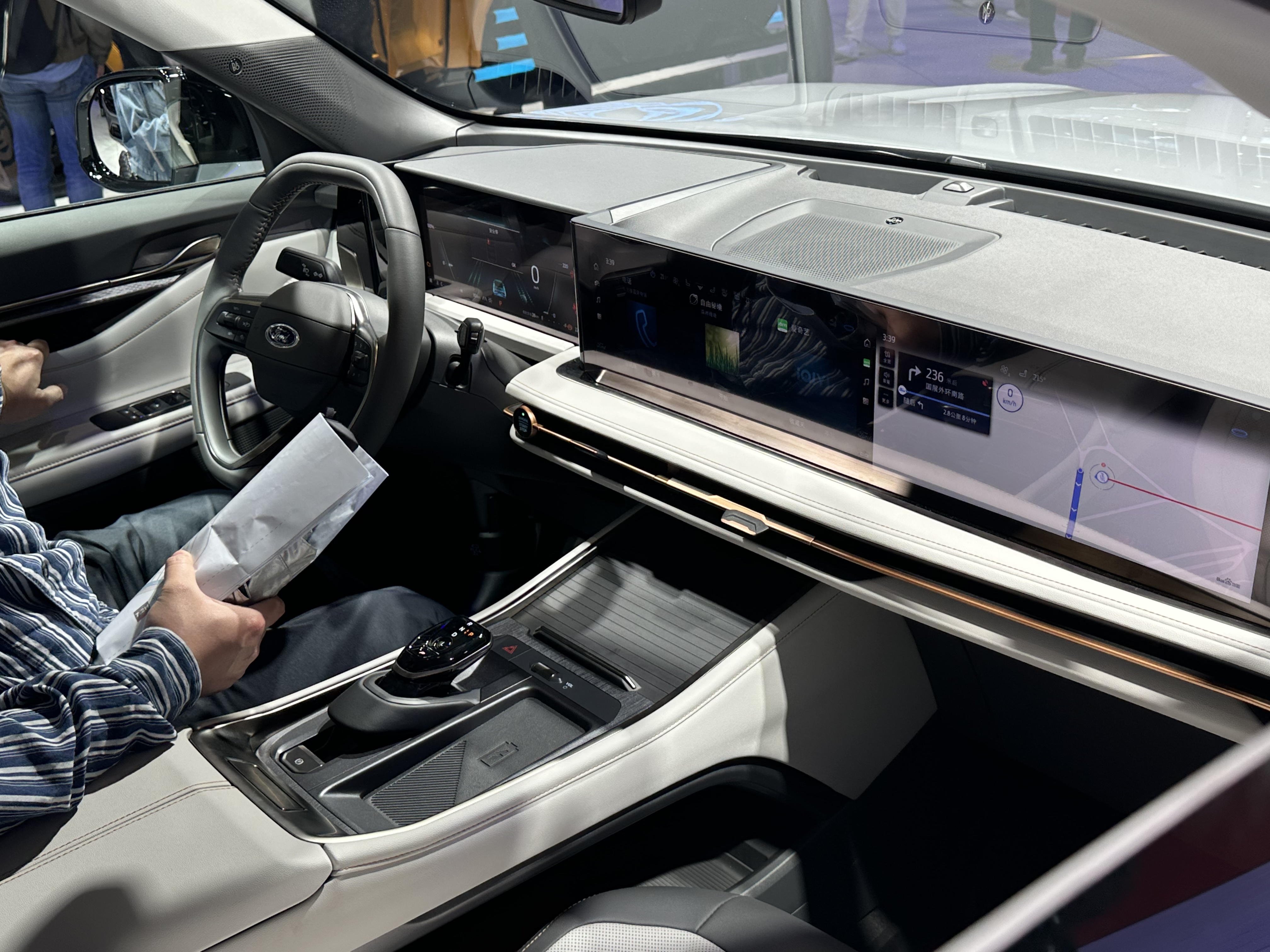
Innenansicht

Der Ford Edge L ist ein ausschließlich in China gebautes Sport Utility Vehicle, das von Changan Ford Automobile hergestellt und unter der Marke Ford vermarktet wird.

## Modellgeschichte
Erste Bilder der Baureihe wurden im August 2022 vom chinesischen Ministerium für Industrie und Informationstechnologie im Rahmen des Homologationsprozesses veröffentlicht. Die offizielle Premiere folgte Ende Februar 2023. Seit März 2023 wird der Edge L in China verkauft. Eine überarbeitete Version der Baureihe präsentierte Ford im Oktober 2024. Gegenüber dem Edge ist der Edge L auch als Siebensitzer erhältlich.

## Technische Daten
Angetrieben wird das SUV entweder von einem aufgeladenen Zweiliter-Ottomotor mit 185 kW (252 PS) oder einem Zweiliter-Vollhybrid mit einer Systemleistung von 202 kW (275 PS). Serienmäßig ist Vorderradantrieb, gegen Aufpreis ist Allradantrieb verfügbar. Der Akku beim Hybrid stammt von BYD.
|                                             | 2.0T EcoBoost            | 2.0T EcoBoost E-Hybrid      |
| Bauzeitraum                                 | seit 03/2023             | seit 03/2023                |
| Motorkenndaten                              |                          |                             |
| Motortyp                                    | R4-Ottomotor             | R4-Ottomotor + Elektromotor |
| Motoraufladung                              | Turbolader               | Turbolader                  |
| Hubraum                                     | 1995 cm³                 | 1995 cm³                    |
| Verdichtungsverhältnis                      | 10,8 : 1                 | 10,8 : 1                    |
| max. Leistung bei min−1                     | 185 kW (252 PS) / 5500   | 202 kW (275 PS) / 5500      |
| max. Drehmoment bei min−1                   | 378 Nm / 2000–4500       | 405 Nm / 3000–4000          |
| Kraftübertragung                            |                          |                             |
| Antrieb, serienmäßig                        | Vorderradantrieb         | Vorderradantrieb            |
| Antrieb, optional                           | Allradantrieb            | Allradantrieb               |
| Getriebe                                    | 8-Gang-Automatikgetriebe | E-CVT                       |
| Messwerte                                   |                          |                             |
| Höchstgeschwindigkeit                       | 193 km/h                 | 193 km/h                    |
| Beschleunigung, 0–100 km/h                  | k. A.                    | 7,1 s                       |
| Leergewicht                                 | 1945–2084 kg             | 2039–2152 kg                |
| Kraftstoffverbrauch auf 100 km (kombiniert) | 8,4–8,9 l Super          | 6,3–6,8 l Super             |
| Tankinhalt                                  | 75 l                     | 75 l                        |
| Abgasnorm                                   | China VI                 | China VI                    |